# Lissotesta benthicola
Lissotesta benthicola är en snäckart som beskrevs av Powell 1927. Lissotesta benthicola ingår i släktet Lissotesta och familjen Skeneidae. Inga underarter finns listade i Catalogue of Life.